# Clarencia Jones
Clarencia Jones (ur. 4 października 1986) – belizeńska lekkoatletka, tyczkarka.

## Rekordy życiowe
- skok o tyczce - 2,60 (2003 & 2004) rekord Belize[1]